# Aleksandr Aleksandrovič Predke
Aleksandr Aleksandrovič Predke (in russo Александр Александрович Предке?; Dimitrovgrad, 5 gennaio 1994) è uno scacchista russo, Grande Maestro.
Da gennaio 2020 al novembre 2021 è stato fra i primi 50 del ranking mondiale FIDE.
Da marzo 2023 rappresenta la Federazione scacchistica della Serbia.

## Biografia
Impara a giocare a scuola all'età di 8 anni. Il suo primo maestro è stato il Maestro FIDE Sergej A. Sičev. Nel 2010 vince il campionato russo giovanile nella categoria U16, nel 2016 riceve dalla FIDE il titolo di Grande Maestro.

## Carriera
Nel 2016 arriva undicesimo all'Open Aeroflot, in agosto arriva quarto ad Abu Dhabi a solo 0,5 punti di distanza dal vincitore del torneo Dmitrij Andrejkin.
Nel 2019 con 7,5 punti su 11 arriva ventesimo all'Europeo, mentre alla World Cup viene eliminato al secondo turno da Jan Nepomnjaščij.
Nel 2021 partecipa alla Coppa del Mondo di Soči, dove viene eliminato al secondo turno da Vasif Durarbayli.

## Vita privata
È legato sentimentalmente al maestro internazionale femminile Maria Severina.